# HRP-4C

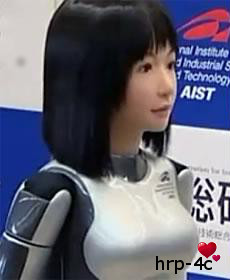

HRP-4C(별명: Miim)는 일본 산업기술총합연구소(AIST)가 개발한 여성 모습의 휴머노이드 로봇이다.
Miim의 키는 158cm(5피트 2인치)이고 배터리 팩을 포함하면 무게는 43kg(95파운드)이다. 그녀는 현실적인 머리와 얼굴을 갖고 있으며, 평균적인 젊은 일본 여성의 체형을 갖고 있다(1997~1998년 일본 신체 치수 데이터베이스 기준). 그녀는 30개의 신체 모터와 얼굴 표정 전용 모터 8개를 활용하여 인간처럼 움직일 수 있다. Miim은 음성 인식 소프트웨어를 사용하여 음성에 반응할 수도 있고 주변 소리를 인식할 수도 있다. Miim은 보컬 신디사이저 보컬로이드를 사용하여 노래도 할 수 있다.
로봇을 동작시키는 소프트웨어는 OpenRTM-aist, OpenHRP3 등 OpenRTP(Open Robotics Platform)을 기반으로 개발되었다.
최초 공개 시연은 2009년 3월 16일에 열렸으며, 2010년 도쿄 디지털 콘텐츠 엑스포에서 또 다른 시연이 열렸다. HRP-4C가 인간의 얼굴과 머리 움직임을 모방하고 댄스 스텝을 실행할 수 있는 최신 업그레이드를 선보였다. 2011년 Miim의 인간과 유사한 보행 능력의 업그레이드는 AIST가 공개한 비디오에서 보여졌으며 "초현실적"이라고 불렸다.
HRP-4C의 응용 분야에는 엔터테인먼트 산업과 장치 평가를 위한 인간 시뮬레이터가 포함될 수 있다.

## 같이 보기
- 안드로이드 (로봇)
- ASIMO
- 가이노이드
- 산업기술총합연구소
- TOPIO
- 보컬로이드
- 크로이노와 FT